# Premi Wolf en Matemàtiques
El Premi Wolf en Matemàtiques es concedeix gairebé anualment per la Fundació Wolf a Israel. És un dels sis Premis Wolf establerts per la Fundació i concedits des de 1978; els altres són en l'Agricultura, Química, Medicina, Física i Arts. Fins a l'establiment del Premi Abel, el premi va ser probablement l'equivalent més proper d'un "Premi Nobel de Matemàtiques", ja que la Medalla Fields es concedeix cada quatre anys només per matemàtics menors de 40 anys.

## Guardonats
| Any    | Nom                    | Nacionalitat                                 | Citació |
| ------ | ---------------------- | -------------------------------------------- | --- |
| 1978   | Israel Gelfand         | Unió de Repúbliques Socialistes Soviètiques  | pel seu treball en l'anàlisi funcional, la representació de grup, i per les seves contribucions seminals a moltes àrees de les matemàtiques i les seves aplicacions. |
| 1978   | Carl L. Siegel         | RFA                                          | per les seves contribucions a la Teoria de nombres, la teoria de múltiples variables complexes, i la mecànica celeste. |
| 1979   | Jean Leray             | França                                       | pel seu treball pioner en el desenvolupament i aplicació de mètodes topològics per a l'estudi de les equacions diferencials. |
| 1979   | André Weil             | França                                       | per la seva presentació inspirada de mètodes de la geometria algebraica a la teoria de nombres. |
| 1980   | Henri Cartan           | França                                       | pel seu treball pioner en la topologia algebraica, variables complexes, àlgebra homològica i el lideratge inspirat d'una generació de matemàtics. |
| 1980   | Andrei Kolmogórov      | Unió de Repúbliques Socialistes Soviètiques  | per als descobriments profunds i originals en l'anàlisi de Fourier, teoria de la probabilitat, teoria ergòdica i sistemes dinàmics. |
| 1981   | Lars Ahlfors           | Finlàndia                                    | per als descobriments seminals i la creació de noves i potents mètodes de la teoria de funcions geomètriques. |
| 1981   | Oscar Zariski          | Estats Units                                 | creador de la concepció moderna de la geometria algebraica, per la seva fusió amb l'àlgebra commutativa. |
| 1982   | Hassler Whitney        | Estats Units                                 | pel seu treball fonamental en la topologia algebraica, geometria diferencial i topologia diferencial. |
| 1982   | Mark Krein             | Unió de Repúbliques Socialistes Soviètiques  | per les seves contribucions fonamentals per a l'anàlisi funcional i les seves aplicacions. |
| 1983/4 | Shiing-Shen Chern      | Estats Units · (estatunidenc d'origen xinès) | per les seves excel·lents contribucions a la geometria diferencial mundial, que han influït profundament en totes les matemàtiques. |
| 1983/4 | Paul Erdős             | Hongria                                      | per les seves nombroses contribucions a la teoria de nombres, combinatòria, probabilitat, teoria de conjunts i l'anàlisi matemàtica, i per estimular personalment matemàtics de tot el món.                                                                                           |
| 1984/5 | Kunihiko Kodaira       | Japó                                         | per les seves destacades contribucions a l'estudi de les varietats complexes i varietats algebraiques. |
| 1984/5 | Hans Lewy              | RFA · Estats Units                           | per iniciar molts desenvolupaments, ja clàssics i essencials, en les equacions en derivades parcials. |
| 1986   | Samuel Eilenberg       | Estats Units                                 | pel seu treball fonamental en la topologia algebraica i àlgebra homologada. |
| 1986   | Atle Selberg           | Noruega                                      | pel seu profund i original treball sobre la teoria de nombres i en grups discrets i formes automòrfiques. |
| 1987   | Kiyosi Ito             | Japó                                         | per les seves contribucions fonamentals a la teoria de la probabilitat pura i aplicada, especialment la creació del diferencial estocàstica i el càlcul integral. |
| 1987   | Peter Lax              | Estats Units Hongria                         | per les seves destacades contribucions a moltes àrees d'anàlisi i matemàtiques aplicades. |
| 1988   | Friedrich Hirzebruch   | RFA                                          | per la seva destacada tasca en la topologia de la combinació, la geometria algebraica i la geometria diferencial, i la teoria algebraica de nombres; i per la seva estimulació de la cooperació i la investigació matemàtica.                                                         |
| 1988   | Lars Hörmander         | Suècia                                       | per al treball fonamental en l'anàlisi modern, en particular, l'aplicació dels operadors pseudodiferencials i operadors integrals de Fourier a equacions diferencials lineals parcials.                                                                                               |
| 1989   | Alberto Calderón       | Argentina                                    | pel seu treball pioner sobre els operadors integrals singulars i la seva aplicació a problemes importants en les equacions en derivades parcials. |
| 1989   | John Milnor            | Estats Units                                 | per als descobriments enginyosos i molt original en la geometria, que han obert noves perspectives importants en la topologia de l'algebraica, combinatòria, i del punt de vista diferenciable.                                                                                       |
| 1990   | Ennio de Giorgi        | Itàlia                                       | per les seves idees innovadores i èxits fonamentals en equacions diferencials parcials i càlcul de variacions. |
| 1990   | Ilya Piatetski-Shapiro | Israel · Estats Units                        | per les seves contribucions fonamentals en els camps de dominis complexos homogenis, grups discrets, teoria de la representació i formes automorfes. |
| 1991   | Sense premi            | Sense premi                                  | |
| 1992   | Lennart Carleson       | Suècia                                       | per les seves contribucions fonamentals per a l'anàlisi de Fourier, anàlisi complexa, les assignacions de quasiconformes i sistemes dinàmics. |
| 1992   | John G. Thompson       | Estats Units                                 | per les seves profundes contribucions a tots els aspectes de la teoria de grups finits i connexions amb altres branques de les matemàtiques. |
| 1993   | Mikhail Gromov         | Rússia · França                              | per les seves contribucions revolucionàries a geometria de Riemann global i la geometria simplèctica, topologia algebraica, la teoria de grups geomètrics i la teoria d'equacions diferencials parcials;                                                                              |
| 1993   | Jacques Tits           | Bèlgica · França                             | per les seves contribucions pioneres i fonamentals a la teoria de l'estructura de algebraica i altres classes de grups, i en particular per a la teoria de la construcció |
| 1994/5 | Jürgen Moser           | Alemanya · Estats Units                      | pel seu treball fonamental en l'estabilitat en la mecànica hamiltoniana i els seus profunds i influents contribucions a les equacions diferencials no lineals. |
| 1995/6 | Robert Langlands       | Canadà                                       | pel seu treball sensacional i perspicàcia extraordinària en el camp de la teoria de nombres, formes automorfes i la representació de grup. |
| 1995/6 | Andrew Wiles           | Regne Unit                                   | per a les contribucions espectaculars a la teoria de nombres i camps relacionats, els grans avenços en conjectures fonamentals, i per a la solució d'últim teorema de Fermat. |
| 1996/7 | Joseph B. Keller       | Estats Units                                 | per les seves profundes i innovadores contribucions, en particular a la propagació d'ones electromagnètiques, òptiques i acústiques i de líquids, sòlids, quàntica i la mecànica estadística.                                                                                         |
| 1996/7 | Yakov G. Sinai         | Rússia · Estats Units                        | per les seves contribucions fonamentals a mètodes matemàticament rigorosos en la mecànica estadística i la teoria ergòdica de sistemes dinàmics i les seves aplicacions en la física.                                                                                                 |
| 1998   | Sense premi            | Sense premi                                  | |
| 1999   | László Lovász          | Hongria · Estats Units                       | per les seves destacades contribucions a la combinatòria, la informàtica teòrica i optimització combinatòria. |
| 1999   | Elias M. Stein         | Estats Units                                 | per les seves contribucions a l'anàlisi clàssica i euclidiana de Fourier i pel seu impacte excepcional en una nova generació d'analistes través del seu eloqüent ensenyament i l'escriptura.                                                                                          |
| 2000   | Raoul Bott             | Hongria · Estats Units                       | pels seus profunds descobriments en la topologia i la geometria diferencial i les seves aplicacions a grups Lie, operadors diferencials i física matemàtica. |
| 2000   | Jean-Pierre Serre      | França                                       | per les seves moltes contribucions fonamentals a la topologia, geometria algebraica, àlgebra i teoria dels nombres i de les seves conferències d'inspiració i l'escriptura. |
| 2001   | Vladimir Arnold        | Rússia                                       | pel seu treball profund i influent en una multitud d'àrees de les matemàtiques, incloent-hi els sistemes dinàmics, les equacions diferencials, i la teoria de la singularitat. |
| 2001   | Saharon Shelah         | Israel                                       | per les seves moltes contribucions fonamentals a la lògica matemàtica i la teoria de conjunts, i les seves aplicacions en altres parts de les matemàtiques. |
| 2002/3 | Mikio Sato             | Japó                                         | per la seva creació d'anàlisi algebraica, inclosa la teoria d'hiperfunció i la teoria de la microfunció, la teoria quàntica de camps holonòmics, i una teoria unificada de les equacions de solitons.                                                                                 |
| 2002/3 | John Tate              | Estats Units                                 | per la seva creació dels conceptes fonamentals de la teoria algebraica de nombres. |
| 2004   | Sense premi            | Sense premi                                  | |
| 2005   | Grigori Margulis       | Rússia                                       | per les seves monumentals contribucions a l'àlgebra, en particular a la teoria de els entramats en els grups de Lie semi-simples i aplicacions sorprenents d'aquest a la teoria ergòdica, la teoria de la representació, la teoria de nombres, combinatòria i la teoria de la mesura. |
| 2005   | Sergei Novikov         | Rússia                                       | per les seves contribucions fonamentals i pioneres a la topologia algebraica i diferencial, i per a la física matemàtica, en particular, la introducció de mètodes algebraiques i geomètriques.                                                                                       |
| 2006/7 | Stephen Smale          | Estats Units                                 | per les seves contribucions pioneres que han tingut un paper fonamental en la configuració de la topologia diferencial, sistemes dinàmics, l'economia matemàtica, i altres temes en les matemàtiques.                                                                                 |
| 2006/7 | Hillel Furstenberg     | Estats Units · Israel                        | per les seves profundes contribucions a la teoria ergòdica, la probabilitat, la dinàmica topològica, l'anàlisi dels espais simètrics i fluxos homogenis. |
| 2008   | Pierre Deligne         | Bèlgica                                      | pel seu treball en la teoria de Hodge mixta; les conjectures de Weil; la correspondència de Riemann-Hilbert; i per les seves contribucions a l'aritmètica. |
| 2008   | Phillip A. Griffiths   | Estats Units                                 | pel seu treball en les variacions de les estructures de Hodge; la teoria dels períodes de les integrals abelianes; i per les seves contribucions a la geometria diferencial complexa.                                                                                                 |
| 2008   | David B. Mumford       | Estats Units                                 | pel seu treball sobre superfícies algebraiques; en la teoria invariant geomètrica; i per establir les bases de la teoria algebraica moderna de mòduls de corbes i funcions theta. |
| 2009   | Sense premi            | Sense premi                                  | |
| 2010   | Shing-Tung Yau         | Estats Units · (estatunidenc d'origen xinès) | pel seu treball en l'anàlisi geomètric que ha tingut un impacte profund i dramàtic en moltes àrees de la geometria i la física. |
| 2010   | Dennis P. Sullivan     | Estats Units                                 | per les seves contribucions innovadores a la topologia algebraica i la dinàmica de conformació. |
| 2011   | Sense premi            | Sense premi                                  | |
| 2012   | Michael Aschbacher     | Estats Units                                 | pel seu treball en la teoria de grups finits. |
| 2012   | Luis Caffarelli        | Argentina · Estats Units                     | pel seu treball en equacions diferencials parcials. |
| 2013   | George D. Mostow       | Estats Units                                 | per la seva contribució fonamental i pionera de la teoria de grups de Lie i geometria. |
| 2013   | Michael Artin          | Estats Units                                 | per les seves contribucions fonamentals a la geometria algebraica. Els seus èxits matemàtics són sorprenents per la seva profunditat i el seu abast. |
| 2014   | Peter Sarnak           | Sud-àfrica · Estats Units                    | per les seves contribucions en profunditat analítica, teoria de nombres, geometria i combinatòria. |
| 2015   | James G. Arthur        | Canadà                                       | per la seva obra monumental a la fórmula de la traça i les seves contribucions fonamentals a la teoria de les representacions automòrfiques dels grups reductius. |
| 2016   | Sense premi            | Sense premi                                  | |
| 2017   | Richard Schoen         | Estats Units                                 | Per les seves contribucions a l'anàlisi geomètrica i la comprensió de la interconnexió d'equacions diferencials parcials i geometria diferencial. |
| 2017   | Charles Fefferman      | Estats Units                                 | Per les seves contribucions en diverses àrees matemàtiques, incloent anàlisis complexes multivariants, equacions diferencials parcials i problemes subel·líptics. |
| 2018   | Alexander Beilinson    | Rússia                                       | Per les seves contribucions que ha fet progressos significatius en la interfície de la geometria i la física matemàtica. |
| 2018   | Volodímir Drínfeld     | Rússia, Estats Units                         | Per les seves contribucions que ha fet progressos significatius en la interfície de la geometria i la física matemàtica. |
| 2019   | Jean-Francois Le Gall  | França                                       | Per les seves contribucions profundes i elegants a la teoria dels processos estocàstics |
| 2019   | Gregory Lawler         | Estats Units                                 | Per la seva exhaustiva i pionera investigació sobre bucles esborrats i passejades aleatòries |
| 2020   | Simon Donaldson        | Regne Unit                                   | Per les seves contribucions a la geometria diferencial i la topologia |
| 2020   | Yakov Eliashberg       | Rússia, Estats Units                         | Per les seves contribucions a la geometria diferencial i la topologia |